# 루돌프 회스
루돌프 프란츠 페르디난트 회스(독일어: Rudolf Franz Ferdinand Höß 또는 Höss, 1901년 11월 25일 ~ 1947년 4월 16일)는 나치 친위대 중령(SS-Obersturmbannführer)으로, 1940년 5월 4일부터 1943년 11월까지 아우슈비츠 강제 수용소의 소장을 지냈다. 그 곳에서 백만 명 이상의 사람들을 죽게 한 것으로 추정되고 있다.
제2차 세계 대전 종전 이후에 전범으로 기소되었으며 1946년 5월 25일 폴란드 당국과 폴란드 최고국가법원에 의해 살인 혐의로 기소되었다. 1947년 4월 2일 사형을 선고받았고 같은 해 4월 16일 아우슈비츠 제1수용소에서 교수형으로 처형되었다. 그는 감옥에서 로마 가톨릭 교회 사제가 되려 하다가 SS 친위대로 입대하게 된 사연 등을 담은 고백록을 출간했다.

## 같이 보기
- 존 오브 인터레스트